# Todor Skalovski

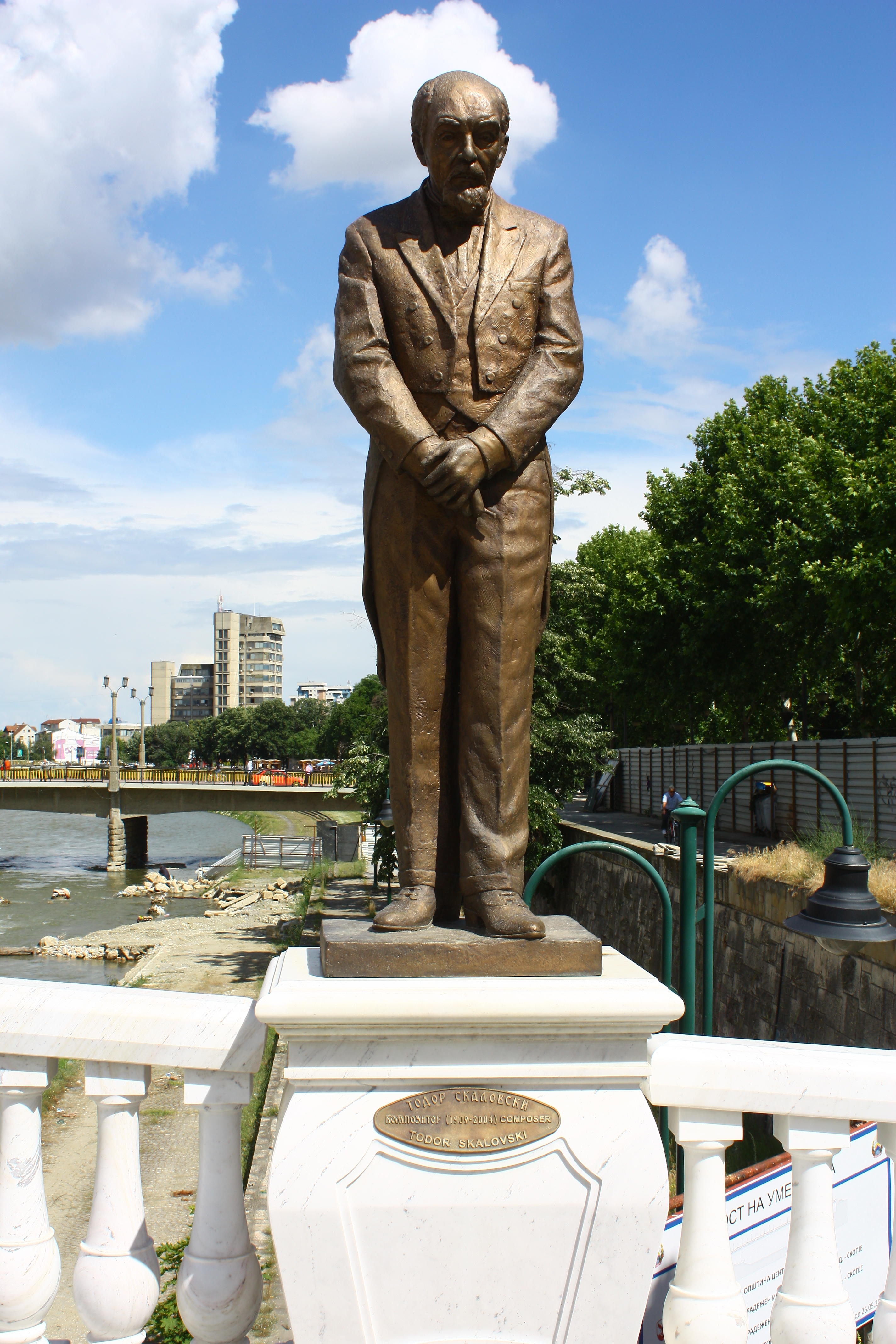
Denkmal für Todor Skalovski in Skopje

Todor Skalovski (mazedonisch Тодор Скаловски; geboren am 21. Januar 1909 in Tetovo; gestorben am 1. Juli 2004 in Skopje) war ein mazedonischer Komponist, der die Melodie zur mazedonischen Nationalhymne Denes nad Makedonija komponierte.

## Leben
Skalovski absolvierte 1930 seine Musikausbildung in Belgrad und war Dirigent in Salzburg. 1944 gründete er die mazedonische Philharmonie, deren Chefdirigent sowie Direktor er war. Er war ein Mitarbeiter von Lovro von Matačić.
Skalovski gründete zahlreiche internationale Musikfestivals in Mazedonien, darunter das alle zwei Jahre in seiner Geburtsstadt Tetovo stattfindende internationale Chorfestival TEHO. Ab 1972 war er Mitglied der Mazedonische Akademie der Wissenschaften und Künste (MANU) und wurde 1987 in den Rat des sozialistischen Mazedoniens gewählt.
Er komponierte auch die Melodie zur mazedonischen Hymne Denes nad Makedonija, die jedoch einem alten Volkslied aus Mazedonien ähnelt. Skalovski transkribierte dieses Volkslied und beanspruchte es für sich.